# フリッパー作戦
フリッパー作戦（フリッパーさくせん 英:Operation Flipper）とは、第二次世界大戦においてイギリス軍が行ったエルヴィン・ロンメルを標的とした暗殺計画である。

## 概要
イギリス軍がロバート・レイコック大佐のもとドイツ軍のロンメル大将の誘拐、暗殺を計画した作戦。1941年11月10日から12月25日にかけて行われ失敗に終わる。

## 経緯
ロバート・レイコックにより計画されジェフリー・キースが参加を熱望し襲撃班の指揮官となる。レイコックは集まった隊員に敵陣深くに潜入するため生還可能性はごくわずかであり覚悟してもらいたいと告げる。しかし襲撃するもロンメルは存在せず失敗する。襲撃地は枢軸軍の兵站司令部でありロンメルは所在したこともなかった場所であった。レイコックは生き残った部隊を小さな班に分け脱出するが生還したのはレイコックと他1名だけであった。襲撃で戦死したジェフリー・キースはヴィクトリアクロスを追叙される。